# Mutação BRCA
Uma mutação BRCA é qualquer mutação genética que ocorra nos genes supressores de tumores BRCA1 ou BRCA2. Estão identificados centenas de diferentes tipos de mutações, sendo muitas inofensivas enquanto outras são nocivas. As mutações nocivas nestes genes podem aumentar o risco de desenvolver vários tipos de cancro, sobretudo cancro da mama e cancro do ovário.